# Lomechusoides dlabolai
Lomechusoides dlabolai (лат.) — вид мирмекофильных жуков-стафилинид из подсемейства Aleocharinae. Назван в честь коллектора типовой серии энтомолога Йиржи Длаболы (Dr. Jiří Dlabola), чешского специалиста по таксономии, биологии, фаунистике и зоогеографии Homoptera.

## Распространение
Монголия (западная и центральная части), Россия (Тува).

## Описание
Коротконадкрылые жуки, длина около 4,5 мм. Все тело, включая придатки, однотонно светло-красного цвета. Голова трапециевидная, длиннее своей ширины с глубоким, V-образным лобным срединным вдавлением, которое микроскульптурировано мелкой пунктировкой, тусклое; остальная часть головы с мелкой пунктировкой, тусклая; глаза слабо протуберантные; виски за глазами прямые, отчетливо сходятся в заднем направлении. Брюшко: видимый тергит II плотно пунктирован и сетчатый, задние края видимых тергитов III-IV с плотной пунктировкой, передняя часть без пунктировки, видимые тергиты V-VII с очень редкой пунктировкой, латеральные части видимых тергитов VI-VII очень слабо и редко пунктированы, видимые тергиты II неравномерно микроскульптурированы, видимые тергиты III-V без микроскульптуры, видимые тергиты VI-VII неравномерно микроскульптурированы. От очень близкого вида L. reitteri таксон L. dlabolai отличается прямыми и отчетливо сходящимися в заднем направлении висками, формой пронотума, широко округленными боковыми сторонами пронотума в передней половине и расходящимися боковыми сторонами в задней части, боковыми краями на пронотуме в боковом виде одинаково толстыми, отсутствием крышевидного возвышения медиально на метавентральном отростке. Кроме того, апикальная доля эдеагуса вентрально явно толще, чем у L. reitteri, и имеет субпараллельные боковые стороны. От всех остальных видов видового комплекса L. strumosus отличается одноцветностью и меньшими размерами тела. Вид был впервые описан в 2023 году группой энтомологов из Словакии (Tomáš Jászay, Peter Hlaváč) и Чехии (Petr Baňař).